# جون أندرسون (لاعب كرة قدم)
جون أندرسون (بالإنجليزية: John Anderson)‏ (11 أكتوبر 1921 بسالفورد في المملكة المتحدة - 8 أغسطس 2006 بإنجلترا في المملكة المتحدة) هو لاعب كرة قدم بريطاني (وحمل سابقاً جنسية المملكة المتحدة لبريطانيا العظمى وأيرلندا) في مركز الوسط. لعب مع مانشستر يونايتد ونادي بيتربورو يونايتد ونوتينغهام فورست.